# David di Donatello 2008
La 53a edició dels premis David di Donatello, concedits per l'Acadèmia del Cinema Italià va tenir lloc el 14 de juny de 2008 a l'Auditorium Conciliazione de Roma. La gala fou presentada per Tullio Solenghi i transmesa per Rai Due. Les candidatures es van fer públiques el 20 de març.

## Guanyadors

### Millor pel·lícula
- La noia del llac, dirigida per Andrea Molaioli
- Caos calmo, dirigida per Antonello Grimaldi
- Giorni e nuvole, dirigida per Silvio Soldini
- Il vento fa il suo giro, dirigida per Giorgio Diritti
- La giusta distanza, dirigida per Carlo Mazzacurati

### Millor director
- Andrea Molaioli - La noia del llac
- Cristina Comencini - Bianco e nero
- Antonello Grimaldi - Caos calmo
- Silvio Soldini - Giorni e nuvole
- Carlo Mazzacurati - La giusta distanza

### Millor director novell
- Andrea Molaioli - La noia del llac
- Fabrizio Bentivoglio - Lascia perdere, Johnny!
- Giorgio Diritti - Il vento fa il suo giro
- Marco Martani - Cemento armato
- Silvio Muccino - Parlami d'amore

### Millor argument
- Sandro Petraglia - La noia del llac
- Nanni Moretti, Laura Paolucci, Francesco Piccolo - Caos calmo
- Doriana Leondeff, Francesco Piccolo, Federica Pontremoli, Silvio Soldini - Giorni e nuvole
- Doriana Leondeff, Carlo Mazzacurati, Marco Pettenello, Claudio Piersanti - La giusta distanza
- Giorgio Diritti, Fredo Valla - Il vento fa il suo giro

### Millor productor
- Nicola Giuliano, Francesca Cima - La noia del llac
- Domenico Procacci - Caos calmo
- Lionello Cerri - Giorni e nuvole
- Andrea Occhipinti, Gianluca Arcopinto - Sonetàula
- Simone Bachini, Mario Chemello, Giorgio Diritti - Il vento fa il suo giro

### Millor actriu
- Margherita Buy - Giorni e nuvole
- Anna Bonaiuto - La noia del llac
- Antonia Liskova - Riparo
- Valentina Lodovini - La giusta distanza
- Valeria Solarino - Signorina Effe

### Millor actor
- Toni Servillo - La noia del llac
- Antonio Albanese - Giorni e nuvole
- Lando Buzzanca - Els virreis
- Nanni Moretti - Caos calmo
- Kim Rossi Stuart - Piano, solo

### Millor actriu no protagonista
- Alba Rohrwacher - Giorni e nuvole
- Paola Cortellesi - Piano, solo
- Carolina Crescentini - Parlami d'amore
- Isabella Ferrari - Caos calmo
- Valeria Golino - Caos calmo
- Sabrina Impacciatore - Signorina Effe

### Millor actor no protagonista
- Alessandro Gassmann - Caos calmo
- Giuseppe Battiston - Giorni e nuvole
- Fabrizio Gifuni - La noia del llac
- Ahmed Hafiene - La giusta distanza
- Umberto Orsini - Il mattino ha l'oro in bocca

### Millor músic
- Paolo Buonvino - Caos calmo
- Lele Marchitelli - Piano, solo
- Fausto Mesolella - Lascia perdere, Johnny!
- Teho Teardo - La noia del llac
- Giovanni Venosta - Giorni e nuvole

### Millor cançó original
- L'amore trasparente, d'Ivano Fossati - Caos calmo
- Senza fiato, de Paolo Buonvino - Cemento armato
- Amore fermati, de (Gorni, Zapponi, Terzoli) - Lascia perdere, Johnny!
- L'arrivo a Milano, de Pino Donaggio - Milano Palermo - Il ritorno
- Tear Down These Houses, de Skin, Andrea Guerra - Parlami d'amore
- La rabbia, de Luis Bacalov - La rabbia

### Millor fotografia
- Ramiro Civita - La noia del llac
- Luca Bigazzi - La giusta distanza
- Maurizio Calvesi - I Vicerè
- Arnaldo Catinari - Parlami d'amore
- Alessandro Pesci - Caos calmo

### Millor escenografia
- Francesco Frigeri - I Vicerè
- Paola Bizzarri - Giorni e nuvole
- Giada Calabria - Caos calmo
- Alessandra Mura - La noia del llac
- Tonino Zera - Hotel Meina

### Millor vestuari
- Milena Canonero - I Vicerè
- Ortensia De Francesco - Lascia perdere, Johnny!
- Catia Dottori - Hotel Meina
- Maurizio Millenotti - Parlami d'amore
- Silvia Nebiolo, Patrizia Mazzon - Giorni e nuvole
- Alessandra Toesca - Caos calmo

### Millor maquillatge
- Gino Tamagnini - I Vicerè
- Martinas Cossu - Come tu mi vuoi
- Gianfranco Mecacci - Caos calmo
- Fernanda Perez - La noia del llac
- Esmé Sciaroni - Giorni e nuvole

### Millor perruqueria
- Maria Teresa Corridoni - I Vicerè
- Aldina Governatori - Giorni e nuvole
- Giorgio Gregorini - Scusa ma ti chiamo amore
- Ferdinando Merolla - Hotel Meina
- Sharim Sabatini - Caos calmo

### Millor muntatge
- Giogiò Franchini - La noia del llac
- Paolo Cottignola - La giusta distanza
- Carlotta Cristiani - Giorni e nuvole
- Eduardo Crespo, Giorgio Diritti - Il vento fa il suo giro
- Angelo Nicolini - Caos calmo

### Millor enginyer de so directe
- Alessandro Zanon - La noia del llac
- Gaetano Carito - Caos calmo
- François Musy - Giorni e nuvole
- Bruno Pupparo - Bianco e nero
- Remo Ugolinelli - La giusta distanza

### Millors efectes especials visuals
- Paola Trisoglio i Stefano Marinoni per Visualogie - La noia del llac
- Proxima - Caos calmo
- Marbea - Cemento armato
- Lee Wilson - La terza madre
- Corrado Virgilio, Vincenzo Nisco - Winx Club - Il segreto del regno perduto

### Millor documental
- Madri, dirigida per Barbara Cupisti
- Centravanti nato, dirigida per Gianclaudio Guiducci
- La minaccia, dirigida per Silvia Luzi, Luca Bellino
- Il passaggio della linea, dirigida per Pietro Marcello
- Vogliamo anche le rose, dirigida per Alina Marazzi

### Millor curtmetratge
- Uova, dirigida per Alessandro Celli
- Adil & Yusuf, dirigida per Claudio Noce
- Il bambino di Carla, dirigida per Emanuela Rossi
- Ora che Marlene, dirigida per Giovanna Nazarena Silvestri
- Tramondo, dirigida per Giacomo Agnetti, Davide Bazzali

### Millor pel·lícula de la Unió Europea
- Irina Palm (Irina Palm), dirigida per Sam Garbarski
- 4 luni, 3 saptamini si 2 zile (4 luni, 3 săptămâni şi 2 zile), dirigida per Cristian Mungiu
- La Graine et le Mulet, dirigida per Abdellatif Kechiche
- Elizabeth: l'edat d'or (Elizabeth: The Golden Age), dirigida per Shekhar Kapur
- L'escafandre i la papallona (Le scaphandre et le papillon), dirigida per Julian Schnabel

### Millor pel·lícula estrangera
- No Country for Old Men, dirigida per Joel i Ethan Coen
- Across the Universe (Across the Universe), dirigida per Julie Taymor
- Enmig de la Natura (Into the Wild), dirigida per Sean Penn
- A la vall d'Elah (In the Valley of Elah), dirigida per Paul Haggis
- Pous d'ambició (There Will Be Blood), dirigida per Paul Thomas Anderson

### Premi David Jove
- Parlami d'amore, dirigida per Silvio Muccino
- La giusta distanza, dirigida per Carlo Mazzacurati
- Lezioni di cioccolato, dirigida per Claudio Cupellini
- Piano, solo, dirigida per Riccardo Milani
- I Vicerè, dirigida per Roberto Faenza

### David especial
- Carlo Verdone, director i actor
- Luigi Magni, director
- Gabriele Muccino, autor i director